# Klisura (Macedônia do Norte)
Klisura é uma aldeia localizada no município de Demir Kapija, na República da Macedônia do Norte.